# ジョージ・ニュージェント＝テンプル＝グレンヴィル (初代バッキンガム侯爵)
初代バッキンガム侯爵ジョージ・ニュージェント＝テンプル＝グレンヴィル（英語: George Nugent-Temple-Grenville, 1st Marquess of Buckingham, KG, KP, PC、1753年6月17日 - 1813年2月11日）は、イギリスの政治家、貴族。

## 経歴
1753年6月17日、後に首相を務める政治家ジョージ・グレンヴィルとその妻エリザベス(第3代準男爵サー・ウィリアム・ウィンダムの娘)の間の長男としてロンドンに生まれる。
イートン校をへてオックスフォード大学クライスト・チャーチで学ぶ。
1774年から1779年にかけて バッキンガムシャー選挙区から選出されてホイッグ党の庶民院議員を務める。1775年にはロバート・ニュージェントの娘メアリーと結婚した(ロバート・ニュージェントは翌1776年にジョージへの特別継承権を認めたアイルランド貴族爵位ニュージェント伯爵に叙されている)。
1779年9月に死去した伯父の第2代テンプル伯爵リチャード・グレンヴィルから第3代テンプル伯爵位を継承し、貴族院議員に転じた。またこの際に勅許をえて家名を「グレンヴィル」から「ニュージェント＝テンプル＝グレンヴィル」に改めた。
1782年7月から1813年6月にかけてバッキンガムシャー知事を務めた。1782年から1783年にかけてはアイルランド総督を務めた。1783年2月5日には聖パトリック騎士団(勲章)グランド・マスターとなる。1783年中にごく短期間だが、外務大臣や内務大臣を務めた。1784年12月にはバッキンガム侯爵に叙された。1787年から1789年にかけてアイルランド総督に再任した。
1788年10月に岳父が死去し、第2代ニュージェント伯爵位を継承した。1801年にはガーター勲章に叙せられた。
1813年2月11日に死去した。

## 栄典

### 爵位
1779年9月12日に死去した伯父リチャード・グレンヴィルから以下の爵位を継承した
- 第3代テンプル伯爵 (3rd Earl Temple)
(1749年10月18日の勅許状によるグレートブリテン貴族爵位)
- 第4代コバム子爵 (4th Viscount Cobham)
(1718年5月23日の勅許状によるグレートブリテン貴族爵位)
- ケント州におけるコバムの第4代コバム男爵 (4th Baron Cobham, of Cobham in the County of Kent)
(1718年5月23日の勅許状によるグレートブリテン貴族爵位)

1784年12月4日に以下の爵位を新規に与えられた。
- 初代バッキンガム侯爵 (1st Marquess of Buckingham)
(勅許状によるグレートブリテン貴族爵位)

1788年10月13日に妻の父ロバート・ニュージェントから特別継承規定(special remainder)で以下の爵位を継承。
- 第2代ニュージェント伯爵（英語版）　(2nd Earl Nugent)
(1776年6月27日の勅許状によるアイルランド貴族爵位)

### 勲章
- 1801年5月29日、ガーター騎士団(勲章)ナイト(KG)[2]

## 家族
1775年に初代ニュージェント伯爵ロバート・ニュージェントの娘メアリー・エリザベス(1758-1812)と結婚した。彼女は1800年に「ウェストミース州におけるニュージェントのニュージェント女男爵(Baroness Nugent of Carlanstown, in the County of Westmeath)」に叙されたが、この爵位は次男ジョージに継がせるとの特別継承権付であった。彼女との間に以下の3子を儲けた。
- 長男リチャード・テンプル＝ニュージェント＝ブリッジス＝シャンドス＝グレンヴィル (1776-1839) ： 第2代バッキンガム侯爵を継承し、初代バッキンガム＝シャンドス公爵に叙される
- 長女メアリー・アン・ニュージェント＝テンプル＝グレンヴィル (1787-1845) ：  第10代ウォーダーのアランデル男爵（英語版）ジェイムズ・アランデル（英語版）と結婚
- 次男ジョージ・ニュージェント＝グレンヴィル（英語版） (1789-1850) ：　母から第2代ニュージェント男爵を継承